# Căluș
Le căluș (danse de l'homme-cheval) est un mot roumain qui désigne une danse traditionnelle. Le mot vient de la racine roumaine cal (cheval), elle-même dérivée du latin caballus (cheval). Les danseurs sont appelés călușarii.

## Description
Cette danse vient d'un rite de fertilité païen et elle est supposée apporter chance, santé et bonheur aux villages dans lesquels elle est dansée.
Elle est apparentée aux moresques décrites par Thoinot Arbeau et aux Morris dances d'Angleterre.